# Mickelia nicotianifolia
Mickelia nicotianifolia är en träjonväxtart som först beskrevs av Olof Peter Swartz, och fick sitt nu gällande namn av R. C. Moran, Labiak och Sundue. Mickelia nicotianifolia ingår i släktet Mickelia och familjen Dryopteridaceae. Inga underarter finns listade.